# Votuporanga (tiểu vùng)
Votuporanga là một tiểu vùng thuộc bang São Paulo, Brasil. Tiều vùng này có diện tích 3198 km², dân số năm 2007 là 126123 người.